# Temerloh

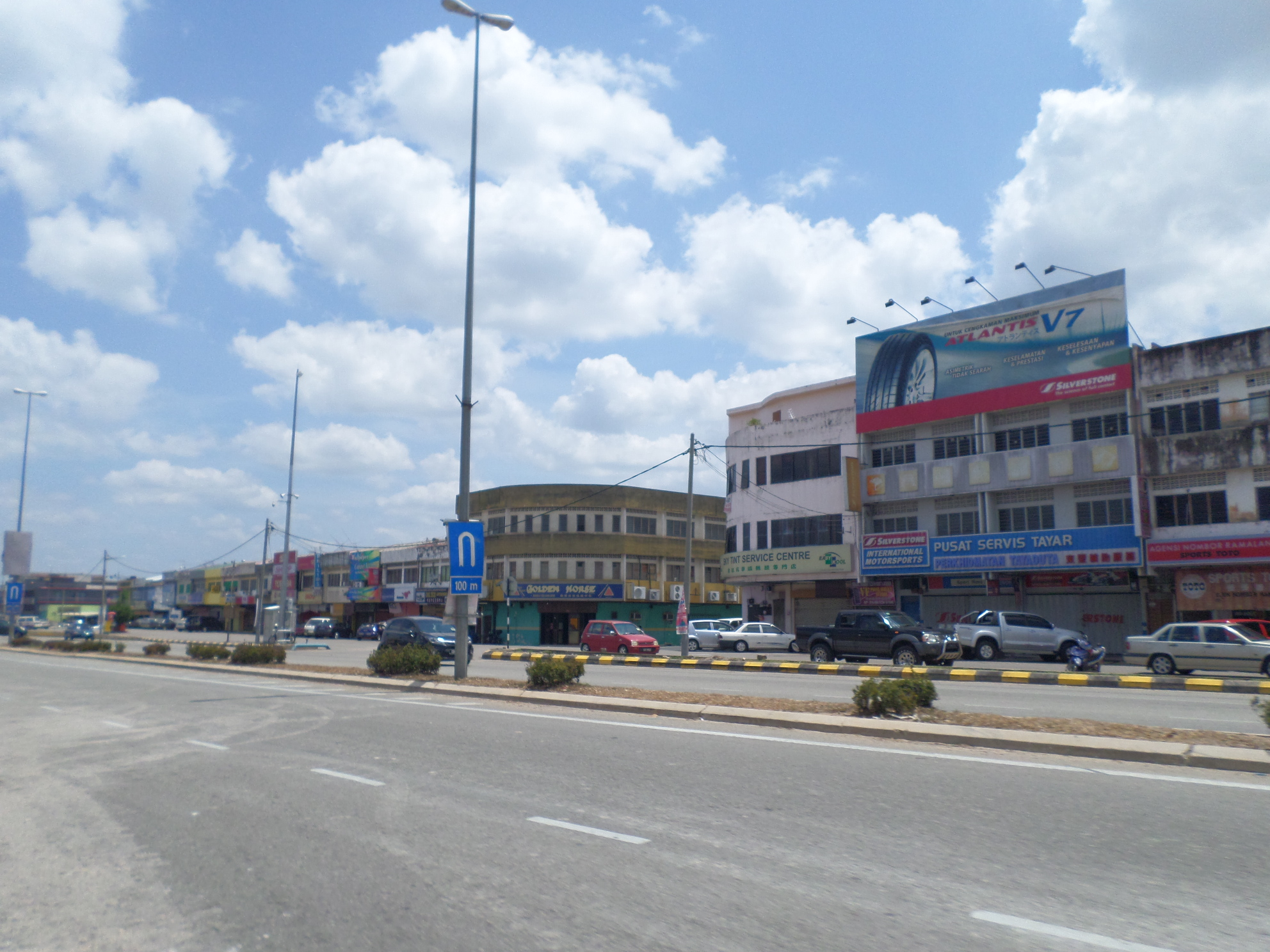
Temerloh

Temerloh is een stad en gemeente (majlis perbandaran; municipal council) in de Maleisische deelstaat Pahang.
De gemeente telt 159.000 inwoners en is de hoofdplaats van het gelijknamige district.
Temerloh is de tweede stad van de deelstaat Pahang na de deelstaat hoofdstad Kuantan. De stad is gelegen aan de samenkomst van de Pahang- en Semantanrivier, en daarom wordt Temerloh ook wel Kuala Semantan genoemd (Kuala is Maleisisch voor samenvloeien). Temerloh was een bekende haven in de oudheid vanwege de strategische ligging tussen twee rivieren.